# Bachy

Bachy este o comună în departamentul Nord, Franța. În 2009 avea o populație de 1,436 de locuitori.